# Joshua N. Goldberg
Joshua N. Goldberg (Rochester, 30 de mayo de 1925-Madison, 5 de octubre de 2020) fue un físico y educador estadounidense que se destacó particularmente por su investigación sobre la relatividad general.

## Biografía

### Primeros años
Nació en Rochester, Nueva York, y se licenció en la Universidad de Rochester en 1947. Recibió un doctorado en física por la Universidad de Siracusa en 1952. Su director de tesis fue Peter Bergmann.

### Carrera
De 1952 a 1956, fue científico investigador en la Armor Research Foundation. Luego trabajó en el Laboratorio de Investigación Aeroespacial de la Base de la Fuerza Aérea Wright Patterson, donde durante siete años construyó un grupo de investigación que trabajaba sobre la relatividad. En 1963, se convirtió en profesor de física en la Universidad de Siracusa, donde fue profesor emérito de física.
Es conocido por su investigación en relatividad general, donde ha escrito 61 artículos. Junto a Rainer K. Sachs publicaron el teorema de Goldberg-Sachs en 1962. Junto con Bergmann, introdujo una nueva derivación de las leyes del movimiento de los cuerpos rígidos según el enfoque riguroso que habían desarrollado.
Fue elegido miembro de la Sociedad Estadounidense de Física en 1972. En 2011, su carrera investigadora fue honrada con un número especial de la revista General Relativity and Gravitation.

### Fallecimiento
Falleció en Madison, Wisconsin, el 5 de octubre de 2020, a la edad de 95 años.